# Bremgarten
Bremgarten este o arie protejată (sit de importanță comunitară — SCI, arie de protecție specială avifaunistică — SPA) din Germania întinsă pe o suprafață de 1.694 ha, integral pe uscat.

## Localizare
Centrul sitului Bremgarten este situat la coordonatele 47°52′48″N 7°36′37″E / 47.88°N 7.6103°E.

## Înființare
Situl Bremgarten a fost declarat arie de protecție specială avifaunistică în noiembrie 2007 pentru a proteja 12 specii de animale. Situl a fost protejat și ca sit de importanță comunitară în noiembrie 2007.

## Biodiversitate
Situată în ecoregiunea continentală, aria protejată nu include niciun habitat protejat.
La baza desemnării sitului se află mai multe specii protejate de  păsări (12): pasărea ogorului (Burhinus oedicnemus), prepeliță (Coturnix coturnix), presură sură (Emberiza calandra), șoimul rândunelelor (Falco subbuteo), Hippolais polyglotta, sfrâncioc roșiatic (Lanius collurio), codobatura galbenă (Motacilla flava), Numenius arquata arquata, viespar (Pernis apivorus), mărăcinar (Saxicola rubetra), mărăcinar negru (Saxicola torquatus), nagâț (Vanellus vanellus).